# 由利本荘市文化交流館 カダーレ
由利本荘市文化交流館 カダーレ（ゆりほんじょうしぶんかこうりゅうかん カダーレ）は、秋田県由利本荘市にある複合公共施設。文化ホール、図書館、公民館、教育学習施設等の機能を備える。

## 概要
1996年に移転した由利組合総合病院の跡地に建設され、2011年（平成23年）12月19日に開館した。由利本荘市美倉町にあった本荘文化会館、本荘図書館、本荘公民館の機能が移転したほか、プラネタリウムなどの教育の拠点としての機能を新たに備える。「カダーレ」の愛称は「仲間に入って」の意味を持つ方言「かだれ」に由来する。建築家の新居千秋による設計で、2012年度日本建築家協会賞・第33回東北建築賞作品賞を受賞。2014年、第55回BCS賞受賞。

## 施設
大きく分けて、文化ホール、図書館、交流活動施設、教育学習施設、店舗施設、わいわいストリートのゾーンからなる。図書館は約22万冊の蔵書が収納可能である。

### 駐車場[4]
敷地内駐車場：210台(西に150台、東に60台)
第2駐車場(市役所隣接)：140台

### 図書館ゾーン[4]

#### 開館時間
- 平日　9:00～20:00
- 土・日・祝日　9:00～18:00

#### 休館日
- 毎月第二・第四火曜日、年末年始(12月29日~1月3日)は全館休館
- 図書館は毎月末の平日(12月は28日)も休館

### 文化ホールゾーン[4]

#### 開館時間
- 9:00～22:00

#### 利用申請受付時間
- 9:00～22:00

(「由利本荘市公共予約システム」では8:30から申請可能)

## 物産館「ゆりぷらざ」
文化交流館カダーレ1階には物産館「ゆりぷらざ」が出店し、2018年8月から由利本荘市内の大友商店が経営していた。しかし、新型コロナウイルス感染拡大の影響でカダーレでの営業から撤退し2021年1月末に閉店することになった。指定管理者のカダーレ文化芸術振興会では新規出店者の募集も検討している。

## 交通アクセス
- JR羽越本線・由利高原鉄道鳥海山ろく線　羽後本荘駅より徒歩4分。
- 羽後交通　桜小路バス停より徒歩1分。
- 由利本荘市循環バス　文化交流館カダーレバス停より徒歩すぐ。